# Jennifer Flavin
Jennifer Flavin Stallone, född 14 augusti 1968 i Los Angeles, Kalifornien, är en amerikansk tidigare fotomodell och numera entreprenör och företagsägare. Hon är sedan 1997 gift med skådespelaren Sylvester Stallone och tillsammans har de döttrarna Sophia (född 1996), Sistine (född 1998) och Scarlet (född 2002). Maken har sedan tidigare sönerna Sage (död 2012) och Seargeoh.